# Tomáš Okleštěk
Tomáš Okleštěk (Brno, 21 febbraio 1987) è un calciatore ceco, centrocampista dello Znojmo.